# Дом Багдасаровых (Таганрог)
Дом Багдасаровых — объект исторической застройки Таганрога, который был построен в конце XIX века и принадлежал братьям Багдасаровым. Здание находится по адресу Тургеневский переулок, 7.

## История
На этом земельном участке в XIX веке было построено небольшое архитектурное сооружение, которое оценивалось в 1000 рублей. Оно принадлежало купчихе Софье Луцкой. Затем, по каким-то причинам, строение было разрушено и в 1898 году в Тургеневском переулке, 7, братья Мелкон и Григорий Багдасаровы построили дом. Строительство особняка обошлось им в 3000 рублей. Со временем стоимость дома увеличилась и ко времени Октябрьской революции, дом оценивался в 24 тысячи рублей.
У дома было несколько этажей, верхний этаж сдавался в аренду. В начале XX века владельцем дома стал купец Иван Васильевич Кафери. У него был свой колбасный завод, который размещался по улице Чеховской, помимо него в его собственности находилась салотопня по улице Мясницкой, 19. Свою работу купец когда-то начал с изготовления и распространения английских бисквитов. Будучи собственником домов по улице Александровской, 1 и 3, он купил дом в Тургеневском переулке. Стоимость вышеупомянутых домов составляла 500 и 150 рублей соответственно.
Жену Ивана Кафери звали Анастасия Васильевна. В браке с ней у купца было трое детей, которых звали Василий, Иван и Параскева. Дом частично сдавался в аренду под жилые помещения, что обеспечивало купцу доход, также он держал магазин колбасных изделий на улице Петровской, 38. Среди арендаторов дома был присяжный поверенный Михаил Маркович Ильштейн.
В доме проживала Валентина Абрамовна Говберг. Она была исполнительницей цыганских романсов и русских народных песен. У нее был сильный голос — меццо-сопрано. В дом на Тургеневском переулке, она переехала в 1940-х годах, где жила вместе с сестрой Еленой Абрамовной — женой известного таганрогского адвоката Якова Борисовича Света. До революции Яков Свет был помощником присяжного поверенного иудейского закона.
В 1920-х годах в правом дворовом флигеле поселилась семья Орешко: супруги Федор Васильевич и его жена Раиса Константиновна. Со временем у них родились дети: дочери Ольга и Вера. Федор Васильевич был бухгалтером при городской прокуратуре и отличался чрезмерной щепетильностью и правильным ведением дел. Со временем дочь Вера стала часовым мастером, а Ольга интересовалась сферами, связанными с искусством и историей. У нее была нелегкая жизнь — она пострадала во время сталинских репрессий. Семья Орешко была известна своей заботой о бездомных животных.
В 1930-х годах в одной из квартир дома жил скрипач Михаил Стешенко. Его игру могли слышать посетители перед началом сеансов в кинотеатре «Луч». Также в квартире жил скрипач Бейнцман, который играл в оркестре Молла.